# Reprezentacja Australii na Mistrzostwach Świata w Narciarstwie Klasycznym 2009
Reprezentacja Australii na Mistrzostwach Świata w Narciarstwie Klasycznym 2009 liczyła 14 sportowców. Najlepszym wynikiem było 14. miejsce w sztafecie mężczyzn 4 x 10 km.

## Medale

### Złote medale
Brak

### Srebrne medale
Brak

### Brązowe medale
Brak

## Wyniki

### Biegi narciarskie mężczyzn
Sprint
- Paul Murray - 57. miejsce (odpadł w kwalifikacjach)
- Mark Van Der Ploeg - 58. miejsce (odpadł w kwalifikacjach)
- Andrew Mock - 64. miejsce (odpadł w kwalifikacjach)
- Nick Grimmer - 74. miejsce (odpadł w kwalifikacjach)

Sprint drużynowy
- Ben Sim, Mark Van Der Ploeg - 19. miejsce

Bieg na 15 km
- Ben Sim - 51. miejsce
- Callum Watson - 68. miejsce
- Andrew Mock - 70. miejsce

Bieg na 30 km
- Ben Sim - 42. miejsce
- Callum Watson - 61. miejsce
- Chris Darlington - 69. miejsce
- Andrew Wynd - 74. miejsce

Bieg na 50 km
- Andrew Mock - 50. miejsce
- Callum Watson - 52. miejsce
- Chris Darlington - 54. miejsce
- Mark Raymond - 55. miejsce

Sztafeta 4 x 10 km
- Ben Sim, Callum Watson, Andrew Mock Lap, Mark Van Der Ploeg - 14. miejsce

### Biegi narciarskie kobiet
Sprint
- Esther Bottomley - 59. miejsce (odpadła w kwalifikacjach)

Bieg na 10 km
- Aimee Watson - 64. miejsce

Bieg na 15 km
- Aimee Watson - 60. miejsce

Bieg na 30 km
- Aimee Watson - 53. miejsce